# Василів Великий
Василів Великий (пол. Wasylów Wielki) — село в Польщі, у гміні Ульгівок Томашівського повіту Люблінського воєводства. 
Населення — 166 осіб (2011).

## Історія
Понад 100 років Василів був прикордонним селом Австро-Угорщини. 
Місцева греко-католицька церква Різдва Пресвятої Богородиці була дерев'яною, зведена у 1766 році, відремонтована у 1911 році, належала до парафії Будинин Белзького деканату Перемишльської єпархії.
Станом на 1 січня 1939 року в селі мешкало 1120 осіб, з них 780 українців-греко-католиків, 220 українців-римокатоликів, 20 поляків, 80 польських колоністів міжвоєнного періоду, 20 євреїв. Село входило до гміни Тарношин Равського повіту Львівського воєводства Польської республіки.
У 1975—1998 роках село належало до Замойського воєводства.

## Демографія
Демографічна структура станом на 31 березня 2011 року:
|          | Загалом | Допрацездатний вік | Працездатний вік | Постпрацездатний вік |
| -------- | ------- | ------------------ | ---------------- | -------------------- |
| Чоловіки | 84      | 9                  | 65               | 10                   |
| Жінки    | 82      | 12                 | 43               | 27                   |
| Разом    | 166     | 21                 | 108              | 37                   |

## Відомі люди
Мешканцем села був вояк української галицької армії Обуховський Леопольд, стрілець, 1901 р.н.[джерело?]